# Front-side bus

Tipikus northbridge/southbridge elrendezés, az FSB zöld színnel jelezve

A front-side bus (FSB) a személyi számítógépek, egyik jellemző hardveres alkotóeleme: digitális információk mozgatására szolgáló adatsín. Jelentése az angol elnevezés szabad fordítása szerint: főoldali sín. Az FSB végzi a CPU teljes adatforgalmának továbbítását, a gyorsítótár-irányú belső adatmozgások kivételével.
Az FSB fizikailag a központi egység, és a northbridge-nek (északi híd) is nevezett memóriavezérlő hub között helyezkedik el, innen van közvetlen kapcsolata az operatív tárral, a megjelenítést kiszolgáló grafikus csatlakozással, és a többi perifériát kezelő southbridge-nek (déli híd) nevezett I/O vezérlővel.
A processzoron kívüli legnagyobb sebességű adatmozgások az FSB-n zajlanak le. Hogy az adatsín működése teljes szinkronban legyen a rendszerrel, a központi egység órajelfrekvenciáját az FSB órajelének többszörözésével állítják elő.

## Jellemzői
Legfontosabb jellemzője az órajel frekvencia : az a legnagyobb ütemezési frekvencia, melyen képes együttműködni a CPU-val.
mértékegysége: MHz
Több gyártó az FSB sebességét – valószínűleg marketing megfontolásokból, mert a közölhető érték számszakilag nagyobb – a másodpercenkénti adatátvitelek számával jellemzi.
mértékegysége: GT/s vagy MT/s, (GigaTransfer/secundum vagy MegaTransfer/secundum). Egy 400 MHz-es órajellel üzemelő FSB esetében, ciklusonként 4 transferrel (átvitel) számolva ez 1,6 GT/s átviteli sebességet jelent.